# 行尊
行尊（日语：／ Gyōson，天喜3年（1055年）- 長承4年旧历2月5日（1135年3月21日））是日本平安時代后期的天台宗僧侣及歌人。一般称呼其为平等院大僧正。

## 生平
父亲为参議源基平。在園城寺（三井寺）明尊门下出家、向頼豪学习密教、由覚円为其灌頂。1070年（延久2年）起游历大峰山、葛城山、熊野等地作为山伏修行。
1116年（永久4年），补任二代熊野三山检校。1107年（嘉承2年）5月，授予法眼。同年12月鳥羽天皇即位，行尊成为其護持僧，因加持祈祷灵験，朝廷公卿对行尊产生崇敬态度。之后，行尊任園城寺長吏，1123年（保安4年）成为天台座主，但因其在延暦寺与園城寺之间的冲突，行尊于6日后就辞任。1125年（天治2年）成为大僧正。此后，他连续担任各寺的别当，同时复兴了本渐衰弱的園城寺。
鎌倉时代編纂的《寺門高僧記》收录有行尊的《观音霊所三十三所巡礼記》，该文得到了“西国三十三所巡礼”的切实初見史料的评价。
另外，据记载行尊在书法上亦有造诣。

## 和歌
《金葉和歌集》之后的勅撰和歌集收录其48首和歌。歌集有《行尊大僧正集》。

## 关联条目
| 佛教頭銜    | 佛教頭銜           | 佛教頭銜    |
| ----------- | ------------------ | ----------- |
| 前任： 寛慶 | 天台座主（第44世） | 繼任： 仁実 |